# NGC 1758
NGC 1758 est un amas ouvert situé dans la constellation de la Taureau. Il a été découvert par l'astronome germano-britannique William Herschel en 1785.
NGC 1758 est situé à environ 760 pc (∼2 480 al) du système solaire et les dernières estimations donnent un âge de 398 millions d'années. La taille apparente de l'amas est de 40,0 minutes d'arc, ce qui, compte tenu de la distance, donne une taille réelle maximale d'environ 28,8 années-lumière. 
Selon la classification des amas ouverts de Robert Trumpler, cet amas renferme moins de 50 étoiles (lettre p) dont la concentration est faible (IV) et dont les magnitudes se répartissent sur un petit intervalle (le chiffre 1).
Les deux amas NGC 1750 et NGC 1758 sont très près l'un de l'autre en un point tel qu'ils se recouvrent.  Une étude parue en 1998 confirme que NGC 1750 et NGC 1758 sont bien des amas ouverts, mais il semble selon cette étude que NGC 1746, situé à proximité, soit un groupe d'étoiles. 